# Исламское образование в СССР

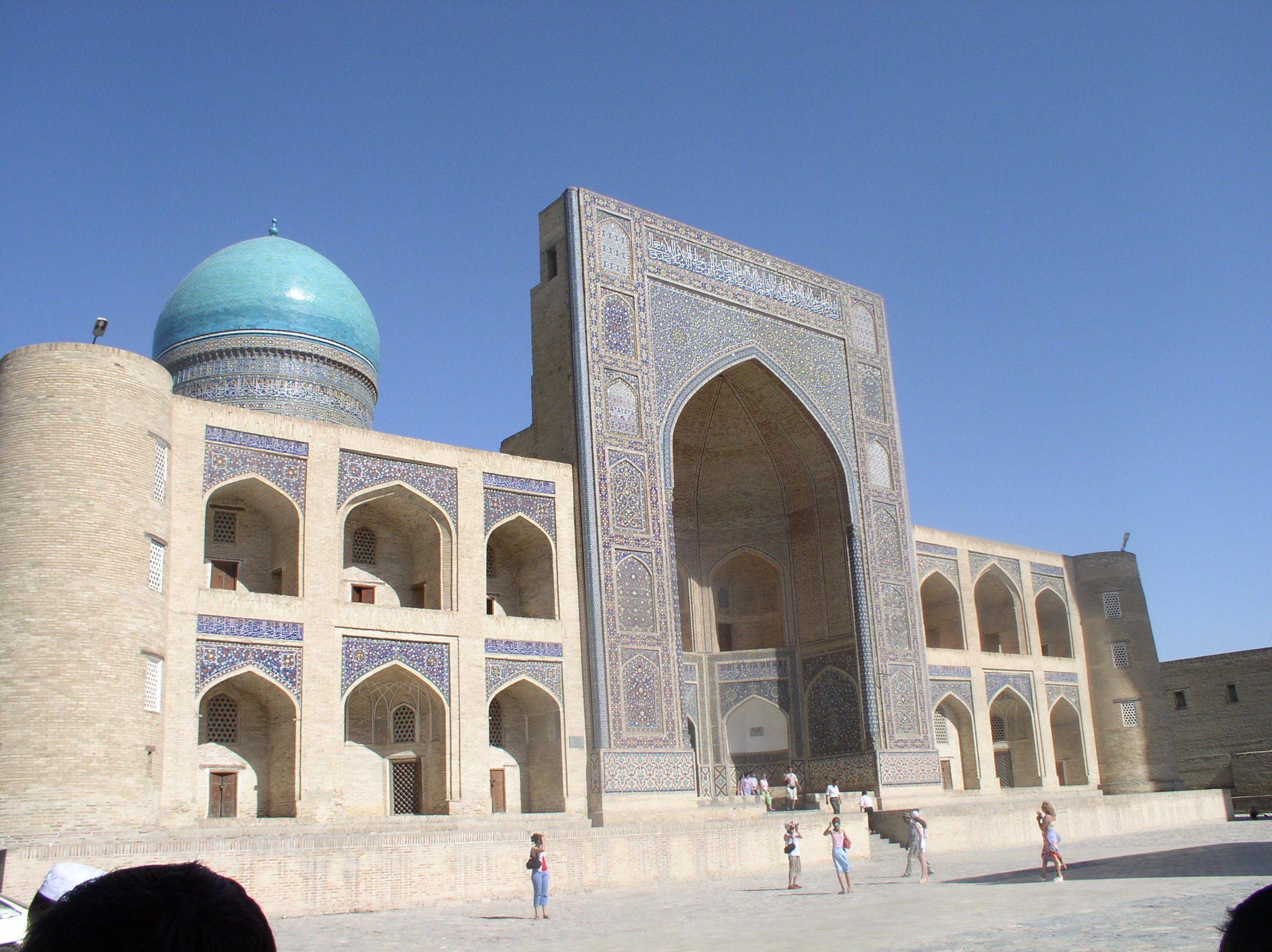
Мир-и-Араб — единственное медресе, функционировавшее в СССР большую часть послевоенного периода

Исла́мское образова́ние в СССР сеть советских исламских учебных заведений. От дореволюционного периода СССР унаследовал обширную сеть мусульманских школ. В 1920-е годы учителя этих школ привлекались к работе в создаваемых советских школах. Однако в 1920-е — начале 1930-х годов в СССР была полностью ликвидирована легальная сеть исламских учебных заведений: все мектебы и медресе были закрыты.
В 1946 году началось восстановление исламского образования в СССР — было открыто медресе «Мир-Араб». В 1946—1988 годах все исламское образование в СССР сводилось к этому медресе (в 1956—1961 годах также действовало медресе Баракхона) и (с начала 1970-х годов) одному исламскому институту в Ташкенте. Это были маленькие учебные заведения (по несколько десятков обучающихся). Кроме того, некоторых мусульманских деятелей в послевоенный период посылали учиться за границу — в исламские институты дружественных СССР арабских стран. Обучать исламу (как и любой иной религии) в послевоенном СССР разрешалось только взрослых. Начальное мусульманское образование — мектебы — до 1988 года в послевоенном СССР отсутствовало.
В Перестройку началось восстановление исламского образования. С 1988 года при Московской соборной мечети действовали курсы по изучению Корана, слушателями которых были только взрослые люди (в 1989 году набрали также детей).

## Предыстория
От Российской империи и её вассалов (Хивинского ханства и Бухарского эмирата) СССР унаследовал более 1 тысячи медресе и более 10 тысяч мектебов. Мусульманские школы функционировали в первые годы советской власти. Медресе было тогда множество. Только в Дагестане на 1 февраля 1925 года были на учёт взяты 175 медресе с 4795 учащимися. В 1920-е годы параллельно с мусульманскими школами была создана сеть советских атеистических школ. Мусульманское духовенство в ряде местностей пыталось наладить диалог с советскими властями в сфере образования. На сотрудничество с большевиками в деле школы пошло «прогрессивное духовенство», которое ещё до 1917 года выступало за реформу мусульманской школы: введение обучения для девочек, включения в учебный курс светских дисциплин. Такие действия были выгодны советской власти, которая создавала единую трудовую школу для мальчиков и девочек. Это привело к сотрудничеству советской власти и «прогрессивного духовенства». В частности, в Адыгее местные эфендии поддерживали советские школы, но стремились к тому, чтобы в них преподавали также исламское вероучение. Советская власть в 1920-е годы поначалу привлекала мусульманское духовенство к преподаванию. Однако со второй половины 1920-х годов советская власть отказалась от временным союзом с «прогрессивным» мусульманских духовенством и стала ликвидировать мектебы и медресе. К концу 1930-х годов все медресе и мектебы в СССР были закрыты.

## Полная ликвидация системы легального мусульманского образования (1920-е — 1941 годы)
В январе 1918 года вышел Декрет об отделении церкви от государства. Он предусматривал в том числе запрёт преподавания любого вероучения в государственных школах. Реализация этого декрета в части секуляризации образования оказалась затруднительной и заняла более десяти лет. На 1918 год мусульманское образование существовало на двух уровнях: начальные школы (мектебы) и медресе для подготовки мусульманских духовных лиц.
В 1918—1919 годах были преобразованы в светские учебные заведения джадидские медресе Поволжья и Урала: «Усмания», «Галия», «Хусаиния» и «Расулия»..
Одновременно в светские школы реорганизовывали мектебы. В 1918 году в Нижегородской губернии 48 из 82 мектебов были переданы в сеть светских школ (фактически переданные школы перестали действовать из-за нехватки средств и кадров). В Поволжье стали создаваться советские школы, но в начале 1920-х годов им было трудно конкурировать с мектебами: не хватало учителей и помещений, во многих местах светских школ вовсе не было. Кроме того, значительную часть учителей светских школ в мусульманских поселениях составляли муллы, муэдзины и их родственники. Программы многих светских школ в мусульманских поселениях мало чем отличались от программ мектебов.
Мусульманское духовенство пришлось привлекать к преподаванию в советских школах также в Башкирии. 10 октября 1919 года башкирский народный комиссариат просвещения разрешил муллам и муэдзинам преподавать в советских школах, но с условием их отказа от исполнения духовных обязанностей и при утверждении их кандидатур комиссариатом.
В начале 1920-х годов в Поволжье прошли массовые закрытия мектебов. В 1923 году татаро-башкирское бюро Самарского губернского комитета сообщило, что провело кампанию — закрыли 53 мектебов (около 2560 учеников) в 15 сёлах, создав вместо них за счёт населения 5 советских школ (примерно на 250 детей).
В апреле 1920 года в Азербайджане была установлена советская власть. Министерство просвещения и исповедания АДР было упразднено. Декретами Азревкома «О свободе совести» и «О воспрещении в школах чтения и заучивания молитв и о необходимости для учащихся приобретать учебники» от 1920 года отменялось преподавание религиозных вероучений во всех государственных и частных школах. В соответствии с приказом Наркомпроса «Об отчислении лиц духовного звания от школьно-административных мест» духовные лица лишались права постоянного и даже временного исполнения обязанностей по административным должностям в школах. В первом высшем нормативно-правовом акте Азербайджана — Конституции Азербайджанской ССР 1921 года провозглашалось: «В целях обеспечения за трудящимися действительной свободы совести церковь отделяется от государства и школа от церкви, а свобода религиозной и антирелигиозной пропаганды признаётся за всеми гражданами».
Мусульманское духовенство добивалось от советских властей разрешения на открытие религиозных школ. Так в январе 1923 года в Президиум ВЦИК поступило обращение от духовных лиц Башкирии с просьбой разрешить преподавание вероучения лицам, не достигшим 18 лет. В ответе член Президиума ВЦИК Пётр Смидович сообщил, что законами РСФСР преподавание религиозных дисциплин детям по желанию их родителей не запрещено. Башкирские муллы на основании письма Смидовича стали массово открывать религиозные школы у себя на дому.
Чёткое деление мусульманских местностей имеется в Декрете ЦИК и СНК СССР (октябрь 1923 года), который разделил все мусульманские местности СССР на две группы:
- Среднеазиатские владения (Туркестанская, Киргизская АССР), а также автономии Кавказа и Закавказья. В этих землях разрешалось преподавание мусульманского вероучения лицам, достигшим совершеннолетия по шариату вне зависимости от уровня образования. При этом разрешалось для преподавания мусульманского вероучения открывать частные школы;
- Остальные территории СССР «с мусульманским населением» (Татарская, Башкирская и Крымская АССР и другие). Здесь преподавание мусульманского вероучения также дозволялось. Однако преподавать мусульманское вероучение можно было только лицам, достигшим совершеннолетия по шариату и окончившим не менее 3-х классов советской школы. Кроме того, в этих местностях не предусматривалось открытия частных мусульманских школ — преподавать вероучение можно было только в мечетях и в частных домах.

Так уже декрет 1923 года продемонстрировал дифференцированный подход: на тех территориях, где власть была слабее (в Средней Азии и на Кавказе) послаблений было больше, чем в остальных местностях СССР, где советская власть была прочнее. Вскоре власти пошли на иные уступки мусульманам. ЦК РКП(б) в инструкции Башкирскому областному комитету РКП(б) 3 мая 1924 года предложил не препятствовать открытию мусульманских религиозных школ и преподаванию ислама в мечетях детям, достигшим 14 лет и окончившим советскую школу I ступени. В секретной телеграмме секретаря ЦК А.А. Андреева в мае 1924 года руководителям партийных организаций территорий с компактным проживанием мусульман говорилось:

ЦК предлагает Вам не чинить препятствий групповому преподаванию мусульманского вероучения в мечетях детям, окончившим советскую школу I-й ступени или же достигшим 14-летнего возраста, с тем, чтобы такое преподавание происходило во внеучебное время...
При этом аналогичных послаблений не было сделано для других конфессий, в том числе для Русской православной церкви, которой запрещалось иметь свои религиозные школы.
В 1923—1928 годах в СССР существовало легальное мусульманское образование. В результате число мектебов быстро возросло и они стали конкурировать с советскими школами. В Татарии в 1925 году было 100—150 религиозных школ (5- 6 тысяч обучающихся), а на 1 апреля 1926 года в этой республике уже действовали 684 религиозные школы с 17498 обучающимися.
К тому же местные власти в 1923—1928 годах старались ограничить преподавание в официально разрешённых мусульманских школах. В Татарии были введены следующие ограничения для религиозных школ:
- Срок обучения — 3 года. При этом программа Центрального духовного управления мусульман была рассчитана на 4 года;
- Разрешённые предметы — игтикад и Коран. Запрещены были для преподавания история ислама, мусульманская этика и другие предметы;
- Разрешено только одно учебное пособие — «Дини дэреслэр» («Религиозные уроки»). Остальные учебные пособия были объявлены научными книгами и запрещены.

Ограничения на религиозное образование установили не только власти Татарии. Составленная в декабре 1924 года в Башкирии инструкция запрещала преподавание в мусульманских школах общеобразовательных дисциплин. Тем не менее в 1925/26 учебном году в Башкирии действовало 195 религиозных школ.
Если мектебы власти разрешали создавать, то попытки открыть медресе для подготовки духовенства в Татарии успехом не увенчались. В 1924—1928 годах мусульманское духовенство Татарии пыталось открыть ряд медресе в кантонах республики и курсы по переподготовке. Однако это не было разрешено.
Советская власть в начале 1920-х годов делала уступки мусульманских образовательным учреждениям, в отличие от православных. Наркомнац РСФСР выпустил 16 декабря 1922 года циркуляр № 65, которым запретил применять репрессии в отношении мусульманского духовенства за преподавания вероучения в мусульманских школах. 1 июля 1923 года Антирелигиозная комиссия ЦК РКП(б) разрешила представителям мусульманского духовенства работать в советских школах и позволила преподавание вероучения в мечетях детям, окончившим школу I ступени. Президиум ВЦИК 9 июня 1924 года разрешил преподавание мусульманского вероучения представителям тюркским народам СССР, исповедующих ислам, а также учить Корану детей в мечетях с 12 лет, при условии, что медресе и мектебе будут зарегистрированы в отделах народного образования. Последнее требование означало, что власти будут взимать налоги с вероучителя, так как для регистрации требовалось сообщить размер платы за обучение и количество учеников. Поэтому многие мусульманские учителя (например, в Дагестане) не подавали на регистрацию по налоговым соображениям. Восточный отдел ОГПУ в совершенно секретной записке 1926 года (не ранее 8 октября) негативно оценивал это решение.
Мусульманское духовенство в ряде случаев поддерживало советские школы, но стремилось к тому, чтобы в них преподавали также исламские дисциплины. В сентябре 1922 года в ауле Хакуринохабль состоялся Областной съезд эфендиев Адыгейской автономной области, который единогласно принял постановление о том, чтобы немедленно приступить к обучению в школах детей обоего пола в возрасте от 7 до 18 лет. При этом духовенство считало необходимым преподавать арабский язык и Коран в светских школах детям в возрасте до 10 лет. Власти Адыгеи были до конца 1920-х годов вынуждены разрешать преподавание арабского языка и Корана в советских школах вопреки «Декрету об отделении церкви от государства и школы от церкви».
Мусульманских лидеров советские власти на Кавказе активно включали в состав руководящих органов новой системы образования. Так, председателем союза работников просвещения Кабардино-Балкарской области в 1925 году был избран бывший мулла и председатель шариатского суда Урванского района Т. Барукаев. Действующие и бывшие муллы и сохты широко привлекались на Северном Кавказе к кампании ликбеза. Вовлечение в кампанию ликбеза мусульманских лиц имело местно и в иных местностях СССР. В Башкирии 7 февраля 1921 года вышло постановление «О принудительном привлечении всего грамотного населения к обучению неграмотных», которое предусматривало введение обязательной трудовой повинности в рамках ликбеза в том числе для всех лиц, имевших образование не ниже 2-го класса медресе.
Период уступок оказался недолог. В середине 1920-х годов началось ограничение преподавательской деятельности права преподавания со стороны мусульманского духовенства в том числе на национальных окраинах. 21 августа 1925 года НКВД и Наркомпрос РСФСР издали инструкцию, по которой преподавание мусульманского вероучения могло впредь производиться только в мечетях только лицам достигшим 14-летнего возраста или окончившим начальную советскую школу. Кроме того, распоряжение НКВД от 23 декабря 1924 года уточняло, что преподавание мусульманского вероучения может осуществляться только в дни, свободные от занятий в советской школе.
В Крыму в 1920-х годах существовали кратковременные послабления в отношении мусульманского образования. При этом власти всячески пытались помешать открытию мусульманских школ. В Крыму за 1926—1927 годы были открыты всего 6 религиозных школ. Параллельно в Крыму шла ликвидация имеющихся религиозных школ. В докладной записке ВО ОГПУ «О мусульманских религиозных школах» от 11 июля 1927 года сообщалось, что в 1925/1926 учебном году в Крыму было 12 «школ вероучения» (125 учащихся), а к февралю 1927 года не осталось ни одной. В 1928 году в Крыму было 7 действующих школ по изучению Корана. 20 июля 1928 года административно-организационным управлением КрымЦИК и Наркомпросом Крымской АССР был издан циркуляр «Об отмене права преподавания мусульманского вероучения в мечетях», который предусматривал аннулирование ранее выданных разрешений на проведение занятий в конфессиональных школах, запрет групповых занятий по изучению мусульманского вероучения под страхом уголовной ответственности. С его появлением легальная система мусульманского образования в Крыму прекратила существование.
Кандидат исторических наук Вячеслав Ахмадуллин отметил, что последнее легальное медресе в СССР (в Кокчетаве) было закрыто в 1941 году. В итоге к 1941 году в СССР были ликвидированы все мусульманские учебные заведения и легальное преподавание исламского вероучения полностью прекращено. Дореволюционная система исламского образования прекратила своё существование на всей территории СССР.

## Послевоенная система мусульманского образования в СССР
Возрождение медресе в послевоенном СССР началось с Постановления Совета народных комиссаров СССР от 10 октября 1945 года № 14808-р об организации медресе в Бухаре и в Ташкенте и в изданном на его основании Постановления совета народных комиссаров Узбекской ССР от 29 ноября 1945 года № 1879-212с «О разрешении Духовному управлению Средней Азии и Казахстана открыть два духовных училища». На основании этих документов в Узбекской ССР было открыто в 1946 году медресе «Мир-Араб» (Бухара) при САДУМ. Фактически это было восстановление медресе, закрытого советской властью в 1920-е годы. На 1 июня 1947 года в нём было, согласно докладу И. В. Полянского, 26 студентов и 3 преподавателя. В научной литературе встречаются разные названия медресе. Согласно свидетельству об окончании обучения № 67, выданному в 1989 году Рифкату Рафикову, медресе называлось «Мир-Араб».
Второе медресе в послевоенном СССР — Баракхона (Баракхан) — было открыто с большим трудом и просуществовало недолго. Постановление Совета народных комиссаров Узбекской ССР за № 1879-212с «О разрешении Духовному управлению Средней Азии и Казахстана открыть два духовных училища» обязывало Ташкентский горисполком освободить помещения Баракхона до 1 января 1946 года. Это требование в установленный срок выполнено не было из-за противодействия республиканских властей. Секретарь ЦК КП(б) Узбекской ССР по пропаганде М. Г. Вахабов указал не освобождать помещения Баракхона, частично занятые артелью слепых. Пока дело затягивалось, в 1949 году вышло Постановление совета министров СССР (на его основе было выпущено постановление Совета министров Узбекской ССР), которое отменяло разрешение на открытие медресе в Ташкенте. Несмотря на это руководители Совета по делам религиозных культов и САДУМ в 1940-е годы дезинформировали иностранных гостей, утверждая, что в Ташкенте медресе действует.
Баракхона начало работу 1 ноября 1956 года и было закрыто властями 1 мая 1961 года по официальной версии — из-за аварийного состояния здания медресе.
Таким образом в СССР осталось только одно медресе. В некоторые годы даже оно не вело приём. Например, в 1969/70 учебном году не было набора в «Мир-Араб». Продолжение обучения после окончания «Мир-Араб» было возможно в Ташкентском исламском институте, а затем за рубежом. Конечно, за рубеж отправляли далеко не всех выпускников.
В 1989 году Духовное управление мусульман Европейской части СССР и Сибири смогло открыть богословские курсы для священнослужителей. В сентябре того же года первое в послевоенном Баку медресе открыло Духовное управление мусульман Закавказья.
Советским шиитам, большинство которых проживало в Азербайджанской ССР, не удалось открыть свои образовательные учреждения. В 1945—1947 годах руководители Духовного управления мусульман Закавказья обращались к властям с просьбами о разрешении создания собственного медресе. 30 декабря 1947 года И. В. Сталин подписал распоряжение Совета министров СССР № 19447-рс, которым разрешил открыть в Баку медресе не более, чем на 40 учащихся. 12 января 1948 года И. В. Полянский дал указание Уполномоченному Совета по делам религиозных культов открыть в Баку медресе не более, чем на 40 учащихся, причём принимать в него только лиц, достигших возраста 18 лет и только из Закавказья. Преподавание должно было вестись на азербайджанском, арабском и русском языках, причём в списке учебных дисциплин (сам список был прислан И. В. Полянским) было немало светских предметов. Однако азербайджанские власти так и не открыли медресе. Сначала отказались переезжать люди, проживавшие в бывшем здании мечети «Таза-пир». Совет министров Азербайджанской ССР дал согласие на их выселение, но потом отозвал своё решение. Глава Духовного управления мусульман Закавказья говорил члену Совета по делам религиозных культов Н. Тагиеву 12 декабря 1948 года, что встречает противодействие открытию медресе как со стороны правительства Азербайджанской ССР, так и со стороны Уполномоченного Совета по делам религиозных культов по Азербайджанской ССР. Медресе в Баку тогда открыто не было. О решении Совета Министров СССР от 30 декабря 1947 года № 19447-рс вспомнили во второй половине 1950-х годов под давлением иностранцев. 31 марта 1956 года М. Мамедов, Уполномоченный Совета по делам религиозных культов по Азербайджанской ССР, предложил в связи с постоянными вопросами иностранцев открыть в Баку медресе на 15 — 20 учащихся. Медресе планировали вновь открыть в здании «Таза-Пир», откуда следовало выселить жильцов. При этом Мамедов неоднократно ссылался на распоряжение от 30 декабря 1947 года № 19447-рс, которым позволялось открыть в Баку медресе. В июне 1956 года с просьбой о разрешении открыть медресе в Баку и в Уфе к руководству СССР обратился Председатель Совета по делам религиозных культов И. В. Полянский, но эта идея не была осуществлена. Поэтому советским шиитам пришлось готовить кадры в суннитском медресе в Бухаре.
Потребность в образованном духовенстве была очень велика. Например, в 1990 году из 857 имамов и муэдзинов РСФСР только 21 имел высшее образование. Многие представители духовенства не имели религиозного образования. Ситуация изменилась в 1989 году, когда было открыто медресе в Баку, которое в 1991 году было преобразовано в институт. С 1988 года при Московской соборной мечети действовали курсы по изучению Корана, слушателями которых были только взрослые люди (в 1989 году набрали также детей).

### Медресе «Мир-Араб»
Срок обучения в медресе «Мир-Араб» составлял 9 лет, которые делились на две ступени. Программа обучения согласовывалась с Советом по делам религиозных культов и делилась на три части:
- Религиозные предметы (таджвид, хадисы, история ислама и другие). На них отводилось около 30 % учебного времени;
- Светские предметы (история народов СССР, Конституция СССР, русский язык, физкультура и другие);
- Предметы комплексного характера (арабский и персидский языки и другие).

Срок обучения для абитуриентов, имевших среднее светское образование, составлял 4 года.
Студенты медресе получили стипендию в размере 35 рублей в месяц (на 1962 год) и одежду, один раз в неделю за счёт медресе посещали кинотеатр, проживали в общежитии медресе. Численность студентов была невелика — 40 человек на 1963 год, 86 человек на 1982 год. Выпуск из медресе был не каждый год и единовременно насчитывал 10 — 20 специалистов.
Духовные управления мусульман, направлявшие студентов в медресе, порой сами оплачивали стоимость их обучение (она составляла в 1963 году 500—600 рублей в год), кроме того деньги на функционирование учебного заведения давало САДУМ. Учёбе очень вредил тот факт, что студенты медресе (как и учащиеся советских учреждений Узбекской ССР) периодически снимались с занятий и направлялись на уборку хлопка.
В «Мир-Араб» в советский период учились последний председатель Духовного управления мусульман Европейской части СССР и Сибири Талгат Таджуддин и будущий муфтий Чеченской Республики Ахмат Кадыров. Медресе было суннитским, но в нём обучались также шииты. Одним из выпускников «Мир-Араб» был шиит Аллахшукюр Пашазаде, который возглавил затем Духовное управление мусульман Закавказье.
Среди студентов «Мир-Араб» были иностранцы. Первым студентом-иностранцем стал гражданин Китая Абдукадыр Аминов.

### Высшее исламское образование в послевоенном СССР
Высшее духовное образование давал Исламский институт имени имама аль-Бухари (Ташкент), разрешение на открытие которого было дано в 1971 году. Институт был маленьким. В 1982 году в Исламском институте было лишь 34 места.
САДУМ также отправляла студентов на учёбу в религиозные учебные заведения дружественных СССР Египта, Ливии, Сирии, Иордании и Судана. Таких студентов были единицы. Историк В. А. Ахмадуллин называет поимённо всех отправленных на учёбу в зарубежные исламские вузы студентов. В 1940-е — 1960-е годы таких было всего 10 человек. В 1970-е — начале 1980-х годы количество отправляемых за рубеж студентов оставалось таким же. Среди отправленных на обучение за рубеж были такие советские мусульманские лидеры как Шамсиддинхан Бабаханов, Талгат Таджуддинов и Ахмат Кадыров.

### Нелегальное мусульманское образование в послевоенном СССР
В мусульманских местностях послевоенного СССР то и дело возникали нелегальные школы, в которых происходило обучение Корану. Власти боролись с этим явлением, закрывая эти школы. В Кабардинской АССР одна такая школа для детей действовала в 1947 году в Кубинском районе, а вторая функционировала в 1952 году в Баксанском районе. Обе школы были закрыты властями.